# Sanchón de la Sagrada
Sanchón de la Sagrada ist ein westspanischer Ort und eine Gemeinde (municipio) mit 51 Einwohnern (Stand: 2024) in der Provinz Salamanca in der Region Kastilien und León.

## Lage und Klima
Die ca. 865 m hoch gelegene Gemeinde Sanchón de la Sagrada befindet sich im Süden der altkastilischen Hochebene (meseta). 
Die Stadt Salamanca ist knapp 40 Kilometer in nordöstlicher Richtung entfernt. Das Klima im Winter ist durchaus kühl; die geringen Niederschlagsmengen fallen – mit Ausnahme der nahezu regenlosen Sommermonate – verteilt übers ganze Jahr.

## Bevölkerungsentwicklung
| Jahr      | 1970 | 1981 | 1991 | 2001 | 2011 | 2021 |
| Einwohner | 87   | 75   | 66   | 53   | 38   | 38   |

Der kontinuierliche Bevölkerungsrückgang der Gemeinde basiert im Wesentlichen auf dem Zuzug der durch die Mechanisierung der Landwirtschaft und der Aufgabe bäuerlicher Kleinbetriebe arbeitslos gewordenen Landbevölkerung (Landflucht), die günstigen Wohnraum nahe der Großstadt Salamanca suchte.

## Sehenswürdigkeiten
- Michaeliskirche (Iglesia de San Miguel Arcángel)
- Wasserturm

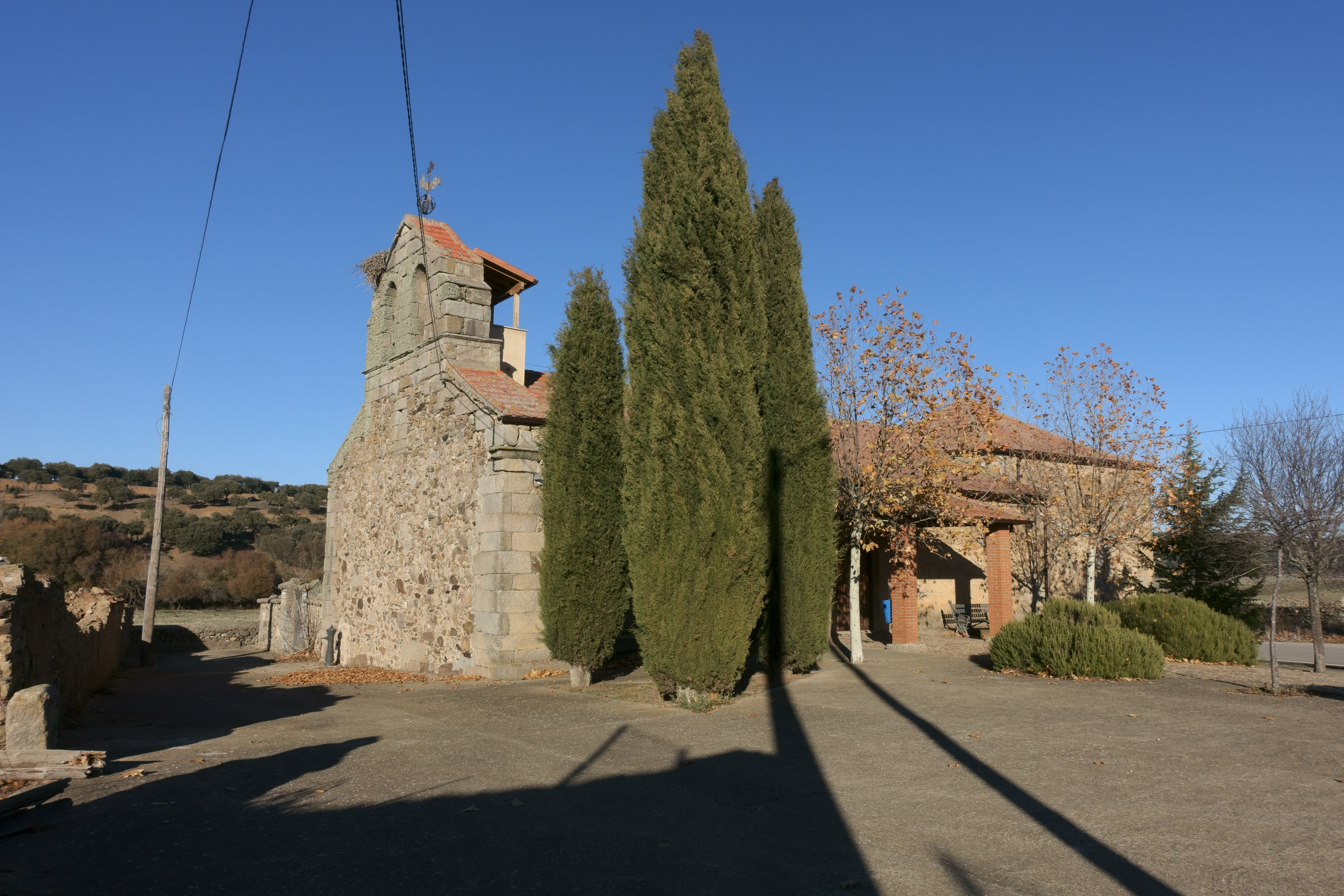
Michaeliskirche
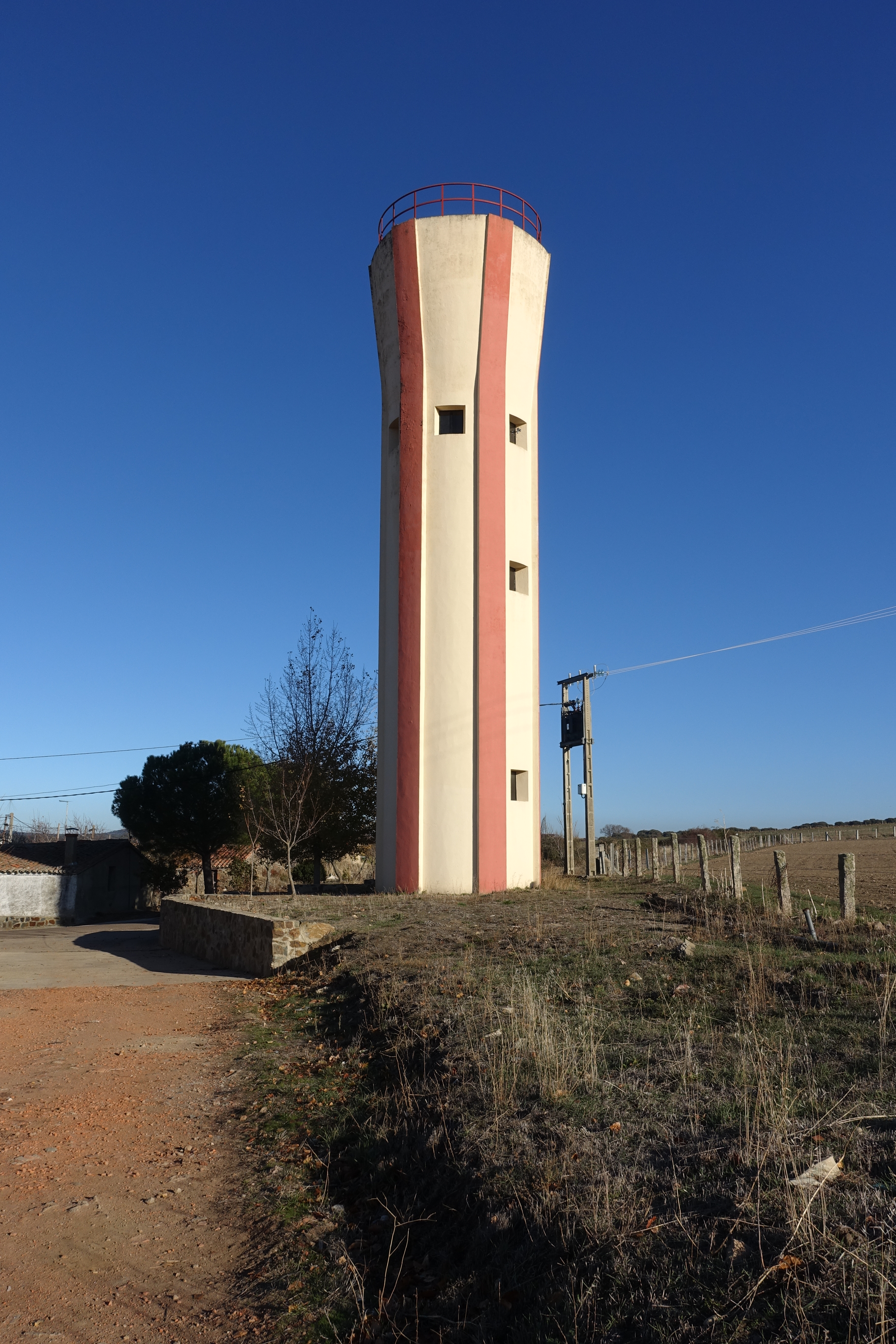
Wasserturm
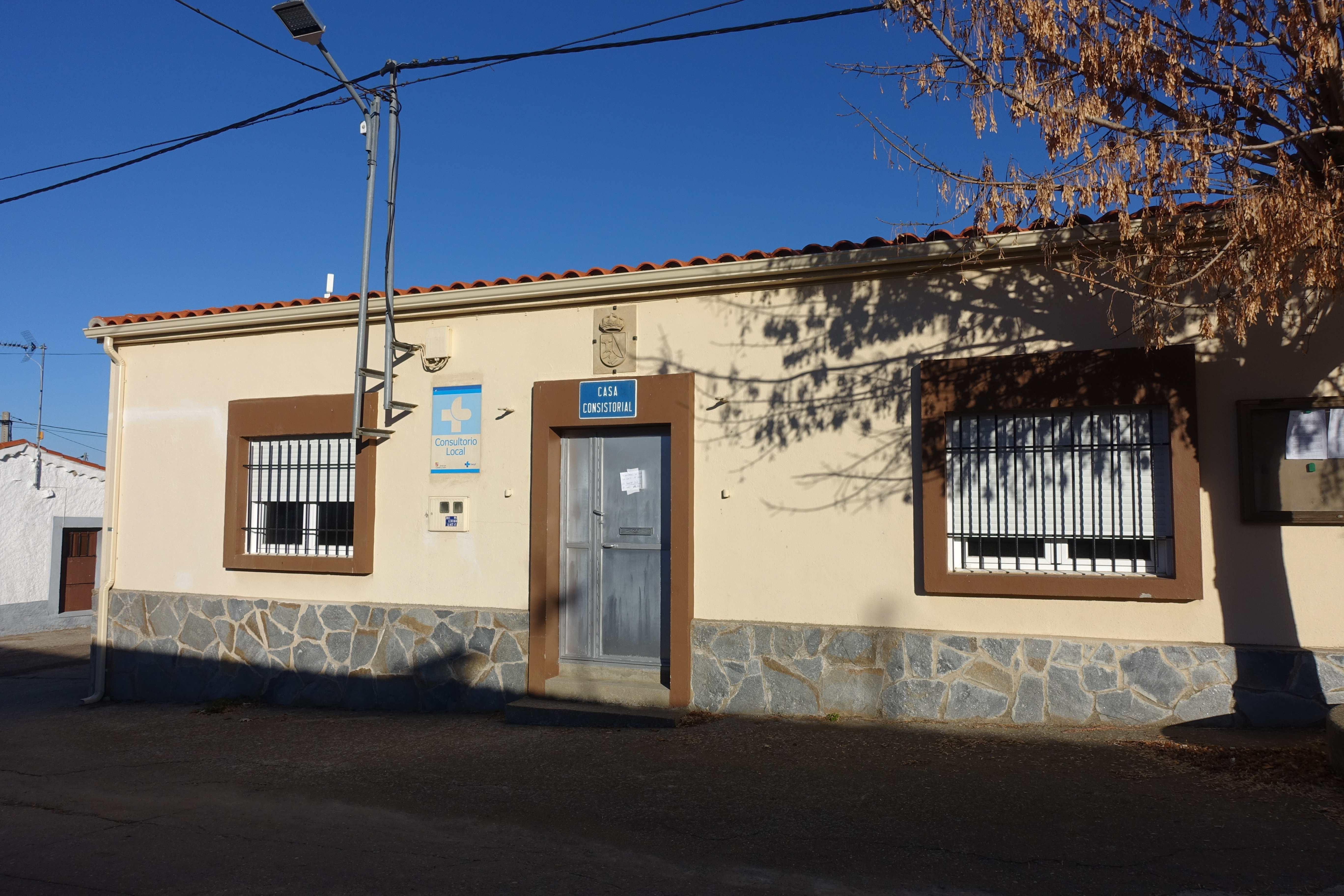
Rathaus